# Șeica Mică
Șeica Mică es una comuna ubicada en el distrito de Sibiu, Rumania.

## Superficie
Posee una superficie de 62,87 kilómetros cuadrados.

## Demografía
Hasta 2021 la población era de 1519 habitantes, con una densidad de población de 24,16 habitantes por kilómetro cuadrado.